# Ford Tempo

## História
O Ford Tempo é um automóvel produzido pela Ford Motor Company entre 1984 e 1994, nas versões sedã e coupé. Substituiu o Ford Fairmont, como uma versão de entrada logo abaixo do futuro Taurus (lançado em 1986), tendo entre seus concorrentes o Hyundai Sonata, Volkswagen Jetta e Volvo 460.

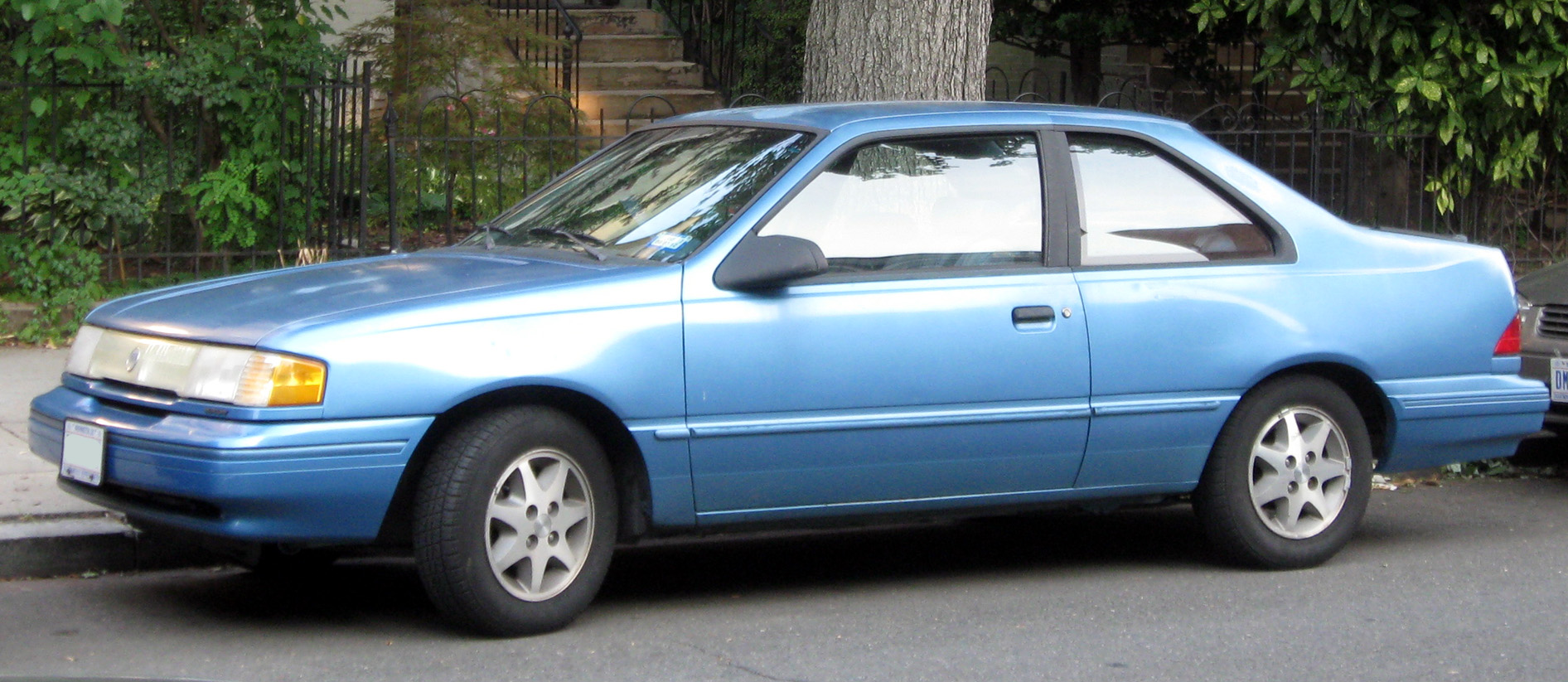
Mercury Topaz Coupé (1992)

O Tempo teve duas gerações, a primeira entre 1984 e 1987 e a segunda entre 1988 e 1994. Foi produzido especificamente para os mercados americano e canadense. Suas duas configurações de carroceria, somadas aos diversos níveis de acabamento (L, GL, LX, GLX e AWD), ofereciam diversas opções combinadas aos consumidores. Utilizou motores Ford (2.3L I4 - inline four e 3.0L V6) e uma opção Mazda de 2.0L (I4). A Mercury, uma divisão da Ford americana, ofereceu o Tempo entre 1984 e 1994 com o nome de Topaz, com as mesmas configurações mecânicas, porém acabamento mais luxuoso.
Em 1995, a Ford substituiu o Tempo pelo Ford Contour, baseado no Ford Mondeo europeu. A divisão Mercury seguiu a matriz e apresentou o Mercury Mystique.

## Galeria
- Primeira geração (1984-1987)
- Segunda geração (1988-1994)